# M18 Hellcat
Az M18 Hellcat volt a második világháború egyik leghatékonyabb amerikai páncélosa, hála a típus mozgékonyságának és a harcászati eljárásnak, az úgynevezett tank destroyer doctrine-nak. A Hellcat nevet azonban csak a háború után kapta a történészek és a "rajongók" jóvoltából, a háborúban a többi harckocsi rombolóhoz (tank destroyer) hasonlóan csak "TD" néven említették.

## Előzmények
Szemben a német és angol eljárásokkal az USA hadereje az ún. tankromboló eljárásban (Tank destroyer doctrine) látta a megoldást a korszerű, mozgékony háborúk megvívására. E szerint a közepes harckocsik (M3, M4) feladata a gyalogság támogatása és az ellenség védelmi létesítményeinek (géppuskafészkek, bunkerek, beásott gyalogság stb.) támadása volt. Ezért harckocsijaik a németeknél sokkal "tarackosabb" rövid csövű, kevésbé a páncéltörésre optimalizált lövegekkel voltak ellátva és vékonyabb főpáncéllal bírtak, cserében tömegben lehetett őket gyártani. A harckocsik leküzdése az önálló harckocsiromboló zászlóaljak feladata volt, melyben speciális, a harckocsik leküzdésére tervezett járművek szolgáltak, sajátosan erre képzett legénységgel. E zászlóaljakban minden század saját felderítő egységekkel bírt, amelyek a kettesével párba osztott tankrombolókat irányították, amelyek így meglepetésszerűen tudtak lecsapni az ellenséges tankokra és el tudtak szakadni, mire az ellenség válaszolhatott volna. A cél az volt, hogy az ellenséges páncélosokat lehetőleg oldalról tudják támadni, ezért szemből csak APDS lőszerrel vehették fel a harcot a német (és Koreában a nehéz szovjet) harckocsikkal.Tehát téves az a felfogás, amely a Sherman harckocsit hátrányos képességű járműnek tartja a páncélvastagság és a páncéltörő-képesség terén, hiszen feladatát tekintve inkább a Pz IV ausf.F1, Pz III ausf.N és a StuG III, illetve a Churchill harckocsik feladatkörét látta el terv szerint. Míg a páncéltörés az M10, M18 és M36 feladata volt.
E módszertan azért is volt fontos, mert a tévhitekkel ellentétben még az olyan nehéz vontatott páncéltörő lövegek, mint a 90 mm M2, 8,8 cm Pak 43 vagy az Ordnance QF 17-fontos nem voltak hatásosak, mert nehezen lehetett őket mozgatni, tűzkészültségbe helyezni, így gyakran az ellenség néhány lövés leadása után egyszerűen aknavetőkkel kilőtte őket, és vontatójukat. Ezzel szemben az önjáró, mobilis (M18, Marder III) és a tankoknál lehetőleg kisebb méretű harcjárművek (StuG, Kanonenjagdpanzer) igen hatékonynak bizonyultak. Ez az "üss és fuss" taktika a tankoktól eltérő kialakítású járműveket igényelt. Nagyobb mozgékonysággal, jó megfigyelőképességgel és jobb páncéltörő ágyúkkal. Ezért jellemzőjük a nyitott torony (megfigyelés), a gyenge géppuskafegyverzet (nem támadott gyalogságra) és a nagyobb sebesség, cserében vékonyabb páncélzat.
1941 decemberében a Fegyverzetügyi Bizottság pályázatot írt ki egy nagy sebességű páncélvadász kifejlesztésére, amit Christie típusú felfüggesztéssel, 37 mm-es löveggel és Wright R-975-ös benzinmotorral kellett felszerelni. Rövidesen kiderült, hogy a 37 mm-es ágyú nem képvisel megfelelő tűzerőt, ezért az első T49 GMC jelölésű prototípust egy erősebb 57 mm-es brit páncéltörő löveggel szerelték fel. A teszteket 1942-ben végezték el, ám a hadsereg továbbra sem volt elégedett a tűzerővel, így végül az a döntés született, hogy az új páncélvadászt át kell fegyverezni az M4 Sherman harckocsiknál is használt 75 mm-es páncéltörő lövegre. Hamarosan beigazolódott, hogy ez a fegyver sem képes átütni az észak-afrikai harcokban felbukkanó Tigris I-es nehéz harckocsik páncélzatát. Ennek megfelelően a T70 GMC elnevezésű prototípust már az erősebb M1 76 mm-es változattal látták el, ami könnyedén átütötte a Panzer IV-es harckocsik homlokpáncélját, a nehezebb német típusok ellen azonban továbbra sem bizonyult elég hatékonynak. A torony és az alváz méretei és korlátozott teherbíró képessége miatt azonban már nem volt lehetőség egy erősebb löveg beszerelésére, ezért a típus az M1-es ágyúval került sorozatgyártásra.
Az M18 Hellcat felfüggesztési rendszerét a Buick – egy a General Motors konszern alá tartozó – részleg fejlesztette ki. A Harley Earl vezette csoport öt futógörgőből álló torzió rúgós felfüggesztési rendszert tervezett, amely jobb menettulajdonságokat biztosított mint a korabeli, HVSS lengéscsillapítóval ellátott amerikai harckocsik. Ehhez párosult még egy 3 sebességes automata váltó és egy kategóriájához mérten könnyű, 300 kg tömegű Wright R–975-ös repülőgépmotor is, amit a hátsó páncélajtó lehajtásával, harctéri körülmények között is könnyű volt kiemelni és javítani. Köszönhetően a kiváló erőátviteli rendszernek, a páncélos végsebessége országúton elérte a 92 km/h sebességet, így a Hellcat a második világháború egyik leggyorsabb páncélosának számított.
Összességében véve sikerült egy alacsony karbantartási igényű, műszakilag megbízható konstrukciót létrehozni, amely kiváló menettulajdonságokkal és hatékony tűzerővel rendelkezett. Egyetlen hátulütőjét a vékony páncélzat jelentette, ami még a legjobban védett helyeken sem haladta meg a 25 mm-es falvastagságot. A lövegtorony teteje nem volt lepáncélozva, így a személyzet sebezhetővé vált az ellenséges aknatűz és a mesterlövészek tevékenysége ellen.

## Harci alkalmazása
Mivel a típus eredendően nem rendelkezett elég erős páncélzattal és tűzerővel ahhoz, hogy szemből fel tudja venni a harcot a német nehéz harckocsikkal, ezért az M18-ast inkább rajtaütésszerű támadásokban használták, ahol oldalról  illetve hátulról törtek be az ellenséges harckocsik vonalai mögé. A másik harcászati eljárás amit a Hellcat-nél előszeretettel alkalmaztak, a fedett tüzelőállásból ( vagy angol megnevezése szerint „hull down”) történő használat volt. Itt lényegében a terep adottságait és a harckocsi löveg függőleges irányzási szögét kihasználva, olyan lőállásokat vettek fel, melyből csak a páncélos tornya látszott ki, ezáltal sokkal kisebb célpontot nyújtottak az ellenség számára. A célpont kiválasztása és a lövés leadása után a páncélvadászok pozíciót váltottak, így az ellenségnek csak minimális ideje maradt a célpont beazonosítására és bemérésére. A jól átgondolt harcászati eljárásoknak köszönhetően sikerült áthidalni a típus gyenge páncélvédettségét és kihasználni a mozgékonyságát.

## Fordítás
- Ez a szócikk részben vagy egészben  a   M18 Hellcat című angol Wikipédia-szócikk fordításán alapul.  Az eredeti cikk szerkesztőit annak laptörténete sorolja fel. Ez a jelzés csupán a megfogalmazás eredetét és a szerzői jogokat jelzi, nem szolgál a cikkben szereplő információk forrásmegjelöléseként.